# Tetrabrombisphenol-A-bis(2,3-dibrompropylether)
Tetrabrombisphenol-A-bis(2,3-dibrompropylether) ist eine chemische Verbindung. Es handelt sich um ein Derivat von Tetrabrombisphenol A.
TBBPA-BDBPE ist ein additives Flammschutzmittel, das eingesetzt wird, um die Entflammbarkeit von Kunststoffen und anderen Materialien zu verringern, insbesondere in elektronischen Geräten und Bauprodukten. Laut Hersteller ist es geeignet für Polyolefin- und Styrolharze.
TBBPA-BDBPE ist gemäß der REACH-Verordnung registriert und wird im Europäischen Wirtschaftsraum in einer Menge von ≥ 1 000 bis < 10 000 Tonnen pro Jahr hergestellt und/oder in den Europäischen Wirtschaftsraum importiert.